# Inspektorat Graniczny Straży Celnej „Leszno”

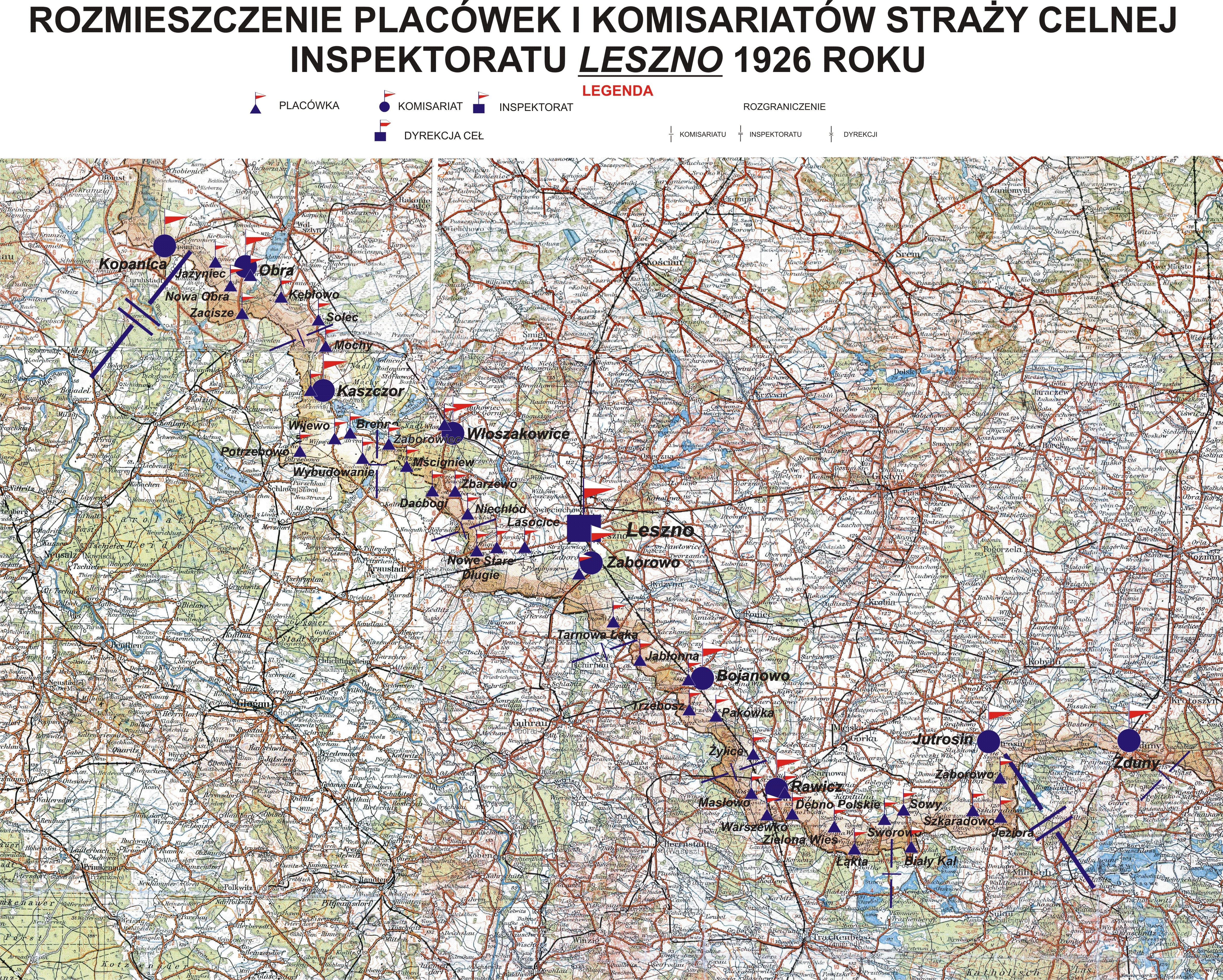
Rozmieszczenie placówek i komisariatów Straży Celnej Inspektoratu „Leszno”

Inspektorat Straży Celnej „Leszno” – jednostka organizacyjna Straży Celnej pełniąca służbę ochronną na granicy polsko-niemieckiej w latach 1921–1928.

## Formowanie i zmiany organizacyjne
Na wniosek Ministerstwa Skarbu, uchwałą z 10 marca 1920 roku, powołano do życia Straż Celną. Od połowy 1921 roku jednostki Straży Celnej rozpoczęły przejmowanie odcinków granicy od pododdziałów Batalionów Celnych. W 1921 roku w Lesznie stacjonował sztab 17 batalionu celnego. Proces tworzenia Straży Celnej trwał do końca 1922 roku. Inspektorat Straży Celnej „Leszno”, wraz ze swoimi komisariatami i placówkami granicznymi, znalazł się w podporządkowaniu Dyrekcji Ceł „Poznań”. W 1926 roku w skład inspektoratu wchodziło 7 komisariatów i 41 placówek Straży Celnej.
Rozporządzeniem ministra skarbu z 30 czerwca 1927 roku rozpoczęto reorganizację Straży Celnej. Odtąd Naczelny Inspektorat Straży Celnej podlegał bezpośrednio ministrowi skarbu, a Naczelnemu Inspektoratowi podlegały inspektoraty okręgowe. Te ostatnie przejęły kompetencje dyrekcji ceł. Inspektorat Straży Celnej „Leszno” przemianowany został na Inspektorat Graniczny Straży Celnej „Leszno” i wszedł w podporządkowanie Wielkopolskiego Inspektoratu Okręgowego Straży Celnej .

## Służba graniczna
Sąsiednie inspektoraty
- Inspektorat Straży Celnej „Międzychód” ⇔ Inspektorat Straży Celnej „Ostrów”

## Funkcjonariusze inspektoratu
Obsada personalna w 1927:
- kierownik inspektoratu – starszy komisarz Metody Kalinowski[a]
- pomocnik kierownik inspektoratu – komisarz Paweł Kempiński
- funkcjonariusze młodsi:

starszy przodownik Stanisław Cieśliński (56)
starszy strażnik Stanisław Wodyński (930)
Przydzieleni do Urzędu Celnego w Lesznie w 1926':
- strażnik Andrzej Dolatowski (3125)
- strażnik Andrzej Cichy (3136)
- strażnik Józef Dominiczak (3127)
- strażnik Józef Jeziorek (3159)
- strażnik Franciszek Mosiek (106)

## Struktura organizacyjna
Organizacja inspektoratu w 1926 roku:
- komenda – Leszno
- komisariat Straży Celnej „Jutrosin”
- komisariat Straży Celnej „Rawicz”
- komisariat Straży Celnej „Bojanowo”
- komisariat Straży Celnej „Zaborowo”
- komisariat Straży Celnej „Włoszakowice”
- komisariat Straży Celnej „Kaszczor”
- komisariat Straży Celnej „Obra”